# 조디 키드
조디 키드(Jodie Kidd, 1978년 9월 25일 ~ )는 잉글랜드의 배우, 모델이다.